# La Vaupalière
La Vaupalière är en kommun i departementet Seine-Maritime i regionen Normandie i norra Frankrike. Kommunen ligger i kantonen Notre-Dame-de-Bondeville som tillhör arrondissementet Rouen. År 2022 hade La Vaupalière 1 214 invånare.

## Befolkningsutveckling
Antalet invånare i kommunen La Vaupalière
| Referens: INSEE |